# Комишнянська волость
Комишнянська волость — адміністративно-територіальна одиниця Миргородського повіту Полтавської губернії з центром у містечку Комишня.
Станом на 1885 рік — складалася з 54 поселень, 21 сільських громад. Населення 10344 — осіб (5147 осіб чоловічої статі та 5197 — жіночої), 1396 дворових господарств.
Основні поселення волості:
- Комишня — колишнє державне та власницьке містечко при річці Хорол за 27 верст від повітового міста, 959 двори, 5800 мешканців, православна церква, єврейський молитовний будинок, школа, лікарня, поштова станція, постоялий двір, 7 постоялих будинків, ренськовий погріб, 6 лавок, базар по понеділкам і п'ятницям, 5 ярмарків, 5 кузень, 37 вітряних млинів, 3 маслобійні та цегляний завод. В 5 верстах поштова станція.
- Корсунівка — колишнє власницьке село при урочищі Ромодан, 136 дворів, 728 мешканців, православна церква, постоялий будинок, кузня, 5 вітряних млини, маслобійний завод.

Старшинами волості були:
- 1900 року козак Василь Михайлович Яценко[2];
- 1904 року козак Василь Ананійович Здоренко[3];
- 1913—1915 року Василь Гаврилович Яценко[4],[5].